# Liste der Kulturdenkmäler in Sprendlingen
In der Liste der Kulturdenkmäler in Sprendlingen sind alle Kulturdenkmäler der rheinland-pfälzischen Ortsgemeinde Sprendlingen aufgeführt. Grundlage ist die Denkmalliste des Landes Rheinland-Pfalz (Stand: 3. April 2024).

## Denkmalzonen
| Bezeichnung                       | Lage                                      | Baujahr | Beschreibung | Bild            |
| --------------------------------- | ----------------------------------------- | ------- | --- | --------------- |
| Denkmalzone Christlicher Friedhof | Kreuznacher Straße Lage                   | 1839    | das von einer Bruchsteinmauer eingefasste Areal 1839 angelegt, durch rechtwinkliges Wegenetz erschlossen mit altem Baumbestand; der ursprüngliche Südeingang der Hauptachse mit gotisierenden Sandsteinpfeiler (schmiedeeisernes Torgitter) - verwittertes Friedhofskreuz, 1855 (?) - Kriegerdenkmal 1914/18, Kunststeinschauwand mit Reliefs, späte 1920er Jahre; Überrest des Kriegerdenkmals, über Felssockel kubischer Granitblock - Grabmal Eheleute Heinrich Schnell II († 1892): mächtige Granits, darauf Urne mit Blütenkranz - Grabmal Friedrich Schnell IV, um 1900: Sandsteinobelisk - Grabmal Familie Johann Schnell V († 1906): schmuckvolle kleine Anlage, mittig von Urnen flankierte Stele, steinerne Einfriedung mit seitlichen Ruhebänken, kunstvolles schmiedeeisernes Gitter - Grabmal Familie Philipp Schnell VII († 1921): Grabanlage aus findlingsartigen Granitblöcken mit großer, seitlich galvanoplastische Figur einer Trauernden - an der östlichen Friedhofsmauer: Grabmal Familie Johann Strunck II († 1952), 1924 erstbelegt: Schauwand aus Kunststein, davor Trauernde (Galvanoplastik) - Grabmal Jacob Schnell V, frühe 1920er Jahre: Granitstele, daneben galvanoplastische Figur einer Trauernden | Fotos hochladen |
| Denkmalzone Jüdischer Friedhof    | Kreuznacher Straße Lage                   | um 1870 | um 1870 eröffnet, schmaler langgezogener, nicht eingefriedeter Geländestreifen ohne eigenen Zugang inmitten des christlichen Friedhofs; 81 Grabsteine, in der Regel hebräisch und deutsch beschriftet, zum Teil verwittert oder beschädigt, datiert ab 1872 bis 1936 | Fotos hochladen |
| Denkmalzone Badischer Amtshof     | Schmittstraße 7/9, Kasernengasse 4/6 Lage | ab 1710 | ehemaliger badischer Amtshof (Kellerei), straßenbilddominierender barocker Baukomplex; Nr. 9 ehemaliges Amtshaus, barocker Krüppelwalmdachbau, bezeichnet 1710; Nr. 7 dreischiffiges ehemaliges Kelterhaus, 1880 aufgestockt; Torfahrt bezeichnet 1752, mit spätgotischem Bogen; Nr. 4 dreigeschossige „Kaserne“, Nr. 6 ehemalige Zehntscheune mit Krüppelwalmdach | Fotos hochladen |

## Einzeldenkmäler
| Bezeichnung                         | Lage                                 | Baujahr                    | Beschreibung | Bild                           |
| ----------------------------------- | ------------------------------------ | -------------------------- | --- | ------------------------------ |
| Wasserturm                          | Badenheimer Straße 19a Lage          | um 1890                    | Wasserturm der Ziegelei „Schnell & Pfeil“; spätgründerzeitlicher Rundturm, um 1890, Schweifhaube kurz nach 1900                                                                                | Fotos hochladen                |
| Hofanlage                           | Christophgasse 3 Lage                | 18. und 19. Jahrhundert    | Winkelhof, 18. und 19. Jahrhundert; barockes Wohnhaus, wohl aus dem 18. Jahrhundert, spätklassizistisch überformt                                                                              | Fotos hochladen                |
| Hofanlage                           | Dammstraße 4 Lage                    | 1890                       | ehemaliges Weingut; Gründerzeit-Villa, bezeichnet 1890, Architekt Andreas Dorn; Hinterhaus 1892, „Weinlager“ 1898, Architekt Wilhelm Spang                                                     | Fotos hochladen                |
| Hofanlage                           | Gau-Bickelheimer Straße 24 Lage      | 18. und 19. Jahrhundert    | Vierseithof, 18. und 19. Jahrhundert; spätbarockes Fachwerkhaus, teilweise massiv, bezeichnet 1746, Scheune bezeichnet 1809; straßenbildprägend                                                | Fotos hochladen                |
| Wohnhaus                            | Gau-Bickelheimer Straße 30 Lage      | Mitte des 18. Jahrhunderts | barockes Fachwerkhaus, teilweise massiv, wohl aus der Mitte des 18. Jahrhunderts | Fotos hochladen                |
| Wohnhaus                            | Gertrudenstraße 16 Lage              | 1806                       | Fachwerkhaus, teilweise massiv, bezeichnet 1806 | Fotos hochladen                |
| Hofanlage                           | Gertrudenstraße 39 Lage              | 18. und 19. Jahrhundert    | Hakenhof, 18. und 19. Jahrhundert; barockes Fachwerkhaus, teilweise massiv, verputzt, wohl um 1740, Torbogen bezeichnet 1742; straßenbildprägend                                               | Fotos hochladen                |
| Gartenanlage                        | Jungferngasse 8 Lage                 | ab 1836                    | ausgedehnte ummauerte Gartenanlage mit Wegenetz und Baumbestand wohl der 1920er Jahre (Neuanlage), anspruchsvollem spätklassizistischen Gartenhaus, nach 1836, und weiteren Kleinarchitekturen | BW                             |
| Wegekreuz                           | Karlstraße, bei Nr. 6 Lage           | 1814                       | Wegekreuz, Reliefs der Leidenswerkzeuge, bezeichnet 1814 (renoviert) | Fotos hochladen                |
| Rathaus                             | Marktplatz 2 Lage                    | 1895/96                    | repräsentativer Putzbau, teilweise Fachwerk, gotische und Renaissancemotive, 1895/96; platzbildprägend                                                                                         | Fotos hochladen                |
| Evangelisches Pfarrhaus             | Marktplatz 7 Lage                    | 1767                       | spätbarocker Walmdachbau, bezeichnet 1767; straßenbildprägend | Fotos hochladen                |
| Wohnhaus                            | Marktplatz 10 Lage                   | 1742                       | barockes Wohnhaus, teilweise Zierfachwerk, Toranlage 1742 | Fotos hochladen                |
| Wohnhaus                            | Marktplatz 14 Lage                   | 18. Jahrhundert            | barockes Fachwerkhaus, verputzt, 18. Jahrhundert | Fotos hochladen                |
| Evangelische Pfarrkirche            | Marktplatz 24 Lage                   | 1820–22                    | Saalbau, klassizistische und gotisierende Motive, 1820–22, Architekt Friedrich Schneider, Mainz, spätgotischer Rundturm; vor der Kirche verwitterte barocke Grabplatten                        | weitere Bilder Fotos hochladen |
| Wohnhaus                            | Palmgasse 1 Lage                     | 1769                       | barockes Fachwerkhaus, teilweise massiv, verputzt, bezeichnet 1769; ehemalige Mannpforte bezeichnet 1742; platzbildprägend                                                                     | Fotos hochladen                |
| Katholisches Pfarrhaus              | Pfarrgasse 6 Lage                    | 1768                       | barocker Walmdachbau, 1768 | Fotos hochladen                |
| Hofanlage                           | Schmittstraße 4 Lage                 | 18. und 19. Jahrhundert    | Vierseithof, 18. und 19. Jahrhundert; barockes Wohnhaus, bezeichnet 1756 | Fotos hochladen                |
| Katholische Pfarrkirche St. Michael | Schulstraße 40 Lage                  | 1899/1900                  | dreischiffige neugotische Stufenhalle, 1899/1900, Architekt Heinrich Renard, Köln; ortsbildprägend                                                                                             | Fotos hochladen                |
| Schulhaus                           | Schulstraße 44 Lage                  | 1890                       | ehemalige Volksschule, jetzt Grundschule; repräsentativer Neurenaissance-Klinkerbau, 1890, Architekt Andreas Dorn                                                                              | Fotos hochladen                |
| Fabrikgebäude                       | St. Johanner Straße ohne Nummer Lage | ab 1929                    | ehemalige Blumentopffabrik Eduard Weller; mehrteiliger Komplex verbretterter Hallen mit Ständerwerk auf Backstein-Unterbau ab 1929 mit technischer und anderer zugehöriger Einrichtung         | Fotos hochladen                |
| Hotel                               | St. Johanner Straße 6 Lage           | 1887                       | ehemaliges Hotel; spätgründerzeitlicher Klinkerbau, bezeichnet 1887, Architekt Andreas Dorn; straßenbildprägend                                                                                | Fotos hochladen                |
| Museum                              | St. Johanner Straße 14 Lage          | 18. und 19. Jahrhundert    | Dreiseithof, 18. und 19. Jahrhundert; barockes Fachwerkhaus, teilweise massiv, bezeichnet 1751, Toranlage bezeichnet 1804                                                                      | Fotos hochladen                |
| Gasthaus „Zur Stadt Frankfurt“      | St. Johanner Straße 42 Lage          | 1845/46                    | Hofanlage, 1845/46; spätklassizistisches Wohnhaus | Fotos hochladen                |
| Ehemalige Synagoge                  | Synagogengasse 8 Lage                | 1825                       | Putzbau im Rundbogenstil, 1825 | Fotos hochladen                |
| Wohnhaus                            | Zotzenheimer Straße 1 Lage           | 1910                       | villenartiger Mansarddachbau im Landhausstil, 1910, Architekt Jacob Beck II | Fotos hochladen                |